# Toccata en Fuga in d-moll (BWV 565)
De Toccata Con Fuga: Pedaliter (in d-kleine terts) (BWV 565) is het wellicht beroemdste orgelwerk van Johann Sebastian Bach (1685-1750).

## Ontstaan
Wanneer de compositie is ontstaan is onduidelijk, aangezien het werk slechts in één 18de-eeuws en in zeven vroeg-19de-eeuwse kopiehandschriften is overgeleverd. Lange tijd werd aangenomen dat het door Bach gecomponeerd werd in de tijd dat hij werkzaam was als hoforganist en hofkamermusicus (later: hofconcertmeester) in Weimar (periode 1708-1717). Tegenwoordig wordt het tijdvak 1700-1702 - in Bachs gymnasiumtijd in Lüneburg waar hij studeerde bij de organist-componist Georg Böhm - aangemerkt als ontstaansperiode van het representatieve, virtuoze orgelstuk. Bach had in de periode 1703-1707 - dus vanaf zijn 18de - zijn eerste beroepsbetrekking van organist van de Neue Kirche in Arnstadt. Waarschijnlijk vertolkte Bach dit muziekstuk in 1703 bij wijze van klinkende 'sollicitatie' naar de functie van kerkorganist.
Aangezien Bach in de zomer van 1702 te Sangershausen in Sachsen-Anhalt op blijkbaar overrompelende wijze een 'sollicitatiewedstrijd' had gewonnen voor de vacante positie van kerkorganist van de monumentale St.Jacobikirche - door ingrijpen van de plaatselijke regerend vorst werd echter diens favoriet in deze functie benoemd - is de aanname relevant dat hij bij die gelegenheid zijn representatieve Toccata Con Fuga heeft vertolkt.
De Toccata Con Fuga: Pedaliter (titelaanduiding in het oudste kopiehandschrift) vertoont alle kenmerken van een jeugdig bravourestuk. Het hoort qua vorm - driedelig - thuis in de categorie van het Noord-Duitse, 17de-eeuwse, meerdelige 'Praeludium-pedaliter' en qua stijl in dat van de 'Stylus phantasticus' (vrije fantastische stijl). Deze stijl werd in de tweede helft van de 17de eeuw door Vincent Lübeck, Johann Adam Reincken (beiden uit Hamburg), Dietrich Buxtehude (uit Lübeck) en Nicolaus Bruhns (uit Hussum) tot op grote hoogten gebracht.
Op zijn beurt is het meerdelige 'Praeludium-pedaliter' - dat ofwel driedelig dan wel vijfdelig is - ontwikkeld uit het model van de Italiaanse meerdelige ensemblesonates van vóór Arcangelo Corelli. In navolging hiervan componeerde Buxtehude zelf een 22tal ensemblesonates, evenveel als het aantal vrije klaviercomposities (voor orgel en voor klavecimbel) volgens het 'Praeludium-pedaliter'-model.

## Inspiratiebron Hamburg
Vooral de invloed van de orgelspeelprestaties (meesttijds improvisaties) van Hamburgse organisten is in Bachs Toccata Con Fuga: Pedaliter merkbaar, met name die van Reincken, de organist van de Hamburgse hoofdkerk, de Sankt Catharinenkirche. Volgens Bachs tweede zoon Carl Philipp Emanuel ging de jonge leergierige Bach in de periode 1700-1702, toen hij gymnasiumleerling was in de nabijgelegen Noord-Duitse stad Lüneburg, regelmatig naar Hamburg om (o.a.) Reinken te beluisteren.
Aangezien orgels in de middelgrote kerken van Midden-Duitsland niet de grote omvang en klankdiversiteit en evenmin de 'gravitas' hadden die de omvangrijke orgels in de grote Hamburgse stadskerken kenmerkten, 'vertaalde' Bach deze indrukwekkende klankkenmerken in zijn Toccata Con Fuga: Pedaliter door met name passages en akkoorden van het openingssegment te verdubbelen. Een manier van componeren die hij vervolgens niet meer heeft toegepast in andere vrije, niet- en wel-kerkliedgebonden orgelcomposities.
De vrije notatiewijze van en de stemvoering in het oudste kopiehandschrift van het aaneengesloten driedelige werk - met name beide hoekdelen met hun briljante improvisatorische inslag - wekken het vermoeden dat Bach de compositie in eerste instantie in zogeheten Nieuwe Duitse Orgeltabulatuur heeft genoteerd. Dit geldt ook voor het middendeel, een fuga, waarin anders dan in de hoekdelen overwegend gelijkmatige motoriek aan de orde is en de vrije fantastische stijl van de hoekdelen buiten de deur is gehouden. Muzieknotaties met tabulatuurletters appelleren immers minder 'strak' aan uitvoerende musici dan het systeem van vijflijnige notenbalken met maatstrepen dit pleegt te doen.
Dit vermoeden werd versterkt doordat in 2006 een door Bach zelf in 1700 in Lüneburg vervaardigde kopie van Reinckens omvangrijke bewerking - in fantastische stijl - van het kerklied An Wasser-Flüssen Babylons werd ontdekt, dat geheel in de Nieuwe Duitse Orgeltabulatuur staat genoteerd. Het noteren van muziek in de vorm van letters, leestekens en incidentele korte hulplijnen op gewoon papier, in plaats van specifieke muziektekens op, tussen, onder en boven vijflijnige notenbalken (dat wel zijn normale manier van muziek noteren zou worden en blijven), blijkt een van de beroepsmatige handgrepen van Bach te zijn geweest gedurende zijn gehele loopbaan als componerend beroepsmusicus. Bijvoorbeeld wanneer op beschreven muziekpapier plaatsruimte tekort was voor afsluitende maten, correcties en aanvullingen. Zelfs in Bachs handgeschreven cantatepartituren uit Leipzig zijn tabulatuurnotaties aan te treffen.
Bovengenoemde Noord-Duitse meesters - dus behorend tot de generatie van vóór Bach - pleegden zelf hun composities op tabulatuurwijze te noteren.
Deze notaties nemen minder plaatsruimte in op het eertijds dure geschepte papier dan het vijflijninge notatiesysteem dit doet.

## Toccata
Het woord 'toccata' (een afleiding van het Italiaanse toccare dat 'aanraken' betekent) duidt op een compositie voor vingerspel met een sterk virtuoze inslag. Dat is Bachs eerste bijdrage aan dit genre zeer zeker. De nadrukkelijke aanduiding 'Pedaliter' in de titel van de compositie geeft aan dat eenzelfde speelkwaliteit verlangd wordt wat betreft het bespelen van het voetklavier, het pedaal. (afkomstig van het Latijnse woord pedes, dat voeten betekent).
In een latere orgeltoccata van zijn hand (uit de bovengenoemde periode-Weimar), de tweedelige Toccata et Fuga in F (BWV 540), blijkt de componist afscheid te hebben genomen van het Noord-Duitse meerdelige vormmodel (3- of 5-delig) 'praeludium-pedaliter' en van de grillig-vrije fantastische stijl van weleer. Dit geldt evenzeer voor de latere Dorische toccata in d (BWV 538) die op het model van het Italiaanse solo-concerto blijkt geschoeid. In de driedelige Toccata, Adagio et Fuga in C (BWV 564) blijkt het apart van elkaar geconcipieerde driedelige Italiaanse concerto-model (snel-langzaam-snel) nog sterker aanwezig, met uitzondering van de openingssectie van de Toccata die een virtuoze solo voor het pedaal behelst.
Bijzonder is echter dat vrijwel alle klavecimbeltoccata's van Bach in de Stylus Phantasticus staan geschreven. Deze composities dateren waarschijnlijk uit Weimar toen Bach zijn 'Noord-Duitse leerfase' allang achter de rug had en de wereld van de eigentijdse Italiaanse muziek (die van Vivaldi voorop) zich in zijn denk-, schrijf- en musiceerwijze nestelde.
Deze paradox is verklaarbaar uit het feit dat het orgel van de Weimarer hofkapel (gebruikt tijdens kerkdiensten en concertbespelingen) wegens reparatie en uitbreiding een tijd lang onbespeelbaar was. Mogelijk kreeg Bach van zijn adellijke broodheren - Weimar had toentertijd twee regerende hertogen, een oom (in het grote stadspaleis) en een neef (in het kleinere 'Rote Schloss') - ook de opdracht om in kleiner verband, in salons van met name het 'Rote Schloss' (net buiten het grote stadskasteel gelegen), op de voor hem 'normale' c.q. favoriete manier te musiceren, in de meerdelige Noord-Duitse vorm en volgens de vrije fantastische stijl. Door uitlatingen van Carl Philipp Emanuel Bach is bekend dat Bach, met name als solerend/improviserend musicus op het orgel en op het klavecimbel, zich ook doelbewust in verschillende stijlvormen kon uitdrukken: zowel in die van het muzikale voorgeslacht als van tijdgenoten (generatiegenoten en nieuwe lichtingen). Dit kon ook in zijn eigen composities doorwerken, zoals uit onder meer het bovenstaande blijkt.

## Authenticiteitskritiek
De Britse musicus en musicoloog Peter Williams opperde begin jaren 1980 dat Bachs Toccata Con Fuga: Pedaliter een bewerking zou kunnen zijn van een compositie voor viool. Dit vermoeden is tot op de dag van vandaag niet gestaafd aan de hand van documenten uit archieven. Een andere prominente Bach-geleerde en -kenner Christoph Wolff kwalificeerde Williams' visie-experiment als poneren van een schijn-probleem: interessant als wetenschappelijke these-oefening, maar zonder ook maar enige feitelijke grond.

## Eerste uitgave en bewerkingen
Het werk werd voor het eerst in 1833 gepubliceerd door de uitgeversfirma Breitkopf & Härtel als onderdeel van een bundel met tot dan toe onbekende grote orgelcomposities van Bach. Dit was op initiatief van Felix Mendelssohn Bartholdy, tevens een van de tekstbezorgers van de uitgave. Mendelssohns visie op het werk was dat het tegelijkertijd geleerd en ook iets voor het (gewone) volk was. De eerste (gedocumenteerde) publieke uitvoering van de compositie sinds de dood van Bach in 1750, werd op 6 augustus 1840 op het toenmalige orgel van de St. Thomaskerk in Leipzig gegeven door Mendelssohn zelf, die het in 1830 op het repertoire had genomen. Dit concert met in feite 'premières' van toen nog volslagen onbekende orgelcomposities van Bach, werd zeer goed ontvangen door muziekcritici, onder wie Robert Schumann.
Van Bachs Toccata Con Fuga zijn tientallen bewerkingen gemaakt. De bekendste is de bewerking voor symfonieorkest van Leopold Stokowski, die als openingsmuziek van Walt Disney's film Fantasia (1940) werd gebruikt. Jaren daarvoor had Stokowski al een groot verkoopsucces met dit stuk geboekt. De première was geweest met het Philadelphia Orchestra in 1926. In 1927 nam hij het op twee 78 toerenplaten op met de modernste opnametechnieken. Van deze bewerking zijn nadien tientallen andere opnamen gemaakt waarbij de stereo-opname van Stokowski zelf, opgenomen op 15 januari 1958 in New York, door de internationale vakpers als dé referentieopname wordt gezien. Op 3 januari 1963 maakte Stokowski met het Chicago Symphony Orchestra een televisieopname voor de Amerikaanse zender WGN van deze orkestbewerking. Deze opname is op dvd uitgebracht.
- Andere componisten die dit werk voor orkest bewerkten, zijn onder anderen Stanisław Skrowaczewski (1962), Lucien Cailliet, René Leibowitz, Leonidas Leonardi, Alois Melchiar, Eugene Ormandy, Fabien Sevitzky en Sir Henry Wood.
- Een andere bewerking, Deconstructing Johann genoemd, is die voor zes mannelijke solostemmen door de King's Singers met een door henzelf geschreven ludieke tekst op de moeilijkheden die Bach ervaren zou hebben bij de compositie van dit werk. Het openingsthema wordt gepersifleerd met de openingszin ‘J. S. Baaaaaaach, had a little problem’.
- De Amerikaanse musicus Bobby McFerrin maakte van dit werk een bewerking die alleen bestaat uit het neuriën en het produceren van kleine, korte, klikkende geluidjes op basis van de thema's.
- De Engelse progressieve rockgroep Sky scoorde in 1980 met een bewerking van dit werk een nummer 5-hit in de hitlijsten van Engeland.
- Er zijn vele transcripties van dit werk voor piano-solo, bijvoorbeeld van Ferruccio Busoni en Piers Lane.
- Het German Brass Ensemble voert regelmatig zijn arrangement voor tien koperinstrumenten van dit werk uit.
- Het Quitessence Saxophone Quintet heeft een persiflage op de Toccata samengesteld met de titel Toccata & Funk & Chorale voor vijf saxofoons.
- De intro van de Toccata wordt gebruikt in diverse computerspellen en een adaptie ervan wordt gebruikt als achtergrondmuziek in het spel Gyruss.

In maart 2019 - kort voor de verwoesting door brand van het gehele dak en dakgestoelte van de middeleeuwse Notre-Dame van Parijs op 15 april 2019 - verscheen op Youtube onder de titel 'Bach to the future' een audiovideo-registratie van Bachs Toccata con Fuga: Pedaliter gespeeld op het enorme Cavallé-Coll-hoofdorgel van deze Franse kathedraal door Olivier Latry, een van de vier 'titulaires des grands orgues' van de Notre-Dame. Sinds de kerk vanwege instortingsgevaar is afgesloten voor ook maar enig gebruik geldt deze audiovideoregistratie van de Bach-uitvoering als laatste getuigenis van de ongerepte staat waarin de Notre Dame zich tot de vernietigende brand bevond.

## Noot
1. ↑  Peter Williams, BWV 565: a toccata in D minor for organ by J.S. Bach?, in Early Music, vol. 9, juli 1981, blz. 330-337
2. ↑  YouTube (13 maart 2019). Geraadpleegd op 13 september 2021.